# جاده ۳۳ (ایران)
جاده ۳۳، جاده‌ای در استان اردبیل است که اردبیل را به گرمی و بیله‌سوار، و توسط جاده ۱۲ به پارس‌آباد متصل می‌کند.